# Uta Fritze
Uta Fritze (* 1955 in München) ist eine deutsche Astrophysikerin und Astronomin.

## Leben
Uta Fritze wurde in München geboren. Sie studierte an der Georg-August-Universität Göttingen Physik und Philosophie. In diese Zeit fielen Auslandsaufenthalte an der Université de Grenoble und am CERN in Genf. Danach schloss sie 1982 ihr Studium an der Universität Göttingen mit dem Diplom ab. 1989 wurde sie mit einer Studie zu Spektrophotometrischer, chemischer und kosmologischer Entwicklung von Galaxien im Bereich Astrophysik promoviert. Im Januar 2001 habilitierte sie sich an der Universität Göttingen mit einer Studie zur Evolution von Galaxien auf kosmologischen Zeitskalen an der Göttinger Universitäts-Sternwarte. Dort lehrte und forschte sie die folgenden Jahre in der Abteilung Galaktische und Extragalaktische Forschung mit Hilfe von Computer-Modellen und Daten unter anderem vom Hubble-Weltraumteleskop. Neben ihrer Arbeit am Göttinger Galaxienentwicklungsmodell beschäftigt sie sich auch mit kosmologischen Strukturbildungszenarien.
Im Jahre 2002 erhielt sie für ihre Untersuchungen zur spektralen und chemischen Entwicklung von Galaxien auf kosmologischen Zeitskalen, insbesondere unter dem Einfluss von Wechselwirkungen den Hertha-Sponer-Preis der Deutschen Physikalischen Gesellschaft. Die Preisverleihung fand im Rahmen der 67. Physikertagung im März 2003 in Hannover statt. Als Mitglied des Observing Program Committee der ESO entschied Uta Fritze zudem ab 2005 im Bereich „Galaxien und Aktive Galaktische Kerne“ mit über die Vergabe von Beobachtungszeiten an den acht ESO-Teleskopen in Chile. Darüber hinaus forschte und lehrte sie an der University of Hertfordshire im Centre for Astrophysics Research.
Sie veröffentlichte von 1989 bis 2007 unter dem Namen Uta Fritze-von Alvensleben. Insgesamt ist sie laut Web of Science Koautorin von 41 wissenschaftlichen Publikationen.
Von 2011 bis 2020 war sie als Mathematik- und Physiklehrerin am Gymnasium Corvinianum tätig.

## Mitgliedschaften
- Internationale Astronomische Union[4]

## Preise und Ehrungen
- 2003: Hertha-Sponer-Preis für die Untersuchung der Galaxienentwicklung in kosmologischen Zeitskalen insbesondere unter Berücksichtigung ihrer Wechselwirkung.

## Veröffentlichungen (Auswahl)
- Spektrophotometrische, chemische und kosmologische Entwicklung von Galaxien, 1989